# Rodrigo Burgos
Rodrigo Ramón Burgos Oviedo (Itacurubí de la Cordillera, Departamento de Cordillera, Paraguay, 21 de junio de 1989) es un futbolista paraguayo. Juega como mediocentro y su equipo actual es Club Social y Deportivo Salto del Guairá de la Liga Deportiva Salto del Guairá.
Formó parte de la selección paraguaya sub-20 que consiguió el subcampeonato en el Campeonato Sudamericano Sub-20 de 2009 en Venezuela, y disputó la Copa Mundial de Fútbol Sub-20 de 2009, llegando hasta los octavos de final.
Con Cerro Porteño logró salir campeón en dos oportunidades, Torneo Apertura 2009 y 2012 respectivamente. Además de ser semifinalista de la Copa Sudamericana en el año 2009 y llegó a jugar la semifinal de la Copa Libertadores de América del año 2011.

## Trayectoria

### Cerro Porteño
Debutó en el año 2007 con Cerro Porteño club del que se formó; consiguió dos campeonatos con la institución que lo vio nacer (Torneo Apertura 2009 y 2012); su equipo logró llegar a las semifinales de la Copa Sudamericana 2009 y llegó a jugar la semifinal de la Copa Libertadores de América del año 2011. Disputó un total de 67 encuentros de manera oficial y consiguió marcar 1 gol.

### Sportivo Luqueño
Luego de un exitoso periodo en el Cerro Porteño es transferido al Sportivo Luqueño para el periodo 2012-2013; equipo en el que no tuvo una participación destacada. Solo disputó 4 partidos de manera oficial sin marcar goles.

### Club Deportivo Guabirá
Rodrigo fue transferido luego en el año 2013 al Club Deportivo Guabirá de Bolivia. Equipo con el cual disputó 36 partidos y convirtió 3 goles.

### Club 3 de Febrero
Después de un paso breve en el extranjero regresa a Paraguay en el 2014 para incorporarse al Club 3 de Febrero de Ciudad del Este; con el que solo disputó 14 encuentros de manera oficial sin convertir goles y recibió cinco tarjetas amarillas.

### Talleres
En enero de 2015 Burgos es transferido a Talleres de Córdoba para disputar el Torneo Federal A; tercera división del fútbol argentino; poco a poco a medida que transcurría el campeonato se fue ganando el cariño del público Albiazul; se volvió un jugador imprescindible para el medio campo y logró consolidar una muy buena campaña con un título; el cual le permitió ascender a la Primera B Nacional. Cerro un 2015 increíble en el Matador cordobés.
El club se aseguró de su continuidad ni bien terminó la temporada; Rodrigo llegó a un acuerdo con el club y se acordó que seguiría por tres años más (con contrato hasta diciembre de 2018) en la institución cordobesa; fue de los primeros jugadores del plantel en ser confirmado para el 2016.
En el 2016 con la disputa de la B Nacional Rodrigo mantiene el puesto de jugador favorito e ídolo de la gente y pese a los refuerzos llegados mantiene la titularidad y tiene un papel fundamental en el juego del equipo. Finalmente Rodrigo y el equipo lograron el campeonato de la Primera B Nacional y la institución de Barrio Jardín consiguió el tan esperado ascenso a la máxima categoría del fútbol argentino.
Disputó partidos en donde fue clave en la labor defensiva y en algunos casos ofensiva; a destacar están los partidos frente a Crucero del Norte donde marcó un gol, contra Boca Unidos donde mantuvo junto con Guiñazú una labor defensiva ejemplar, contra Santamarina de Tandil en donde sus quites defensivos significaron la victoria por un resultado muy ajustado (1-0) y finalmente frente a Gimnasia de Jujuy donde de nuevo fue clave en el medio campo en la labor defensiva. Tuvo un campeonato muy regular en donde jugó bien en la mayoría de los partidos del campeonato. En el partido decisivo frente a All Boys fue expulsado por doble amarilla antes de concluido el primer tiempo; pero pese a eso su equipo pudo rearmarse y ganar un agónico partido para conseguir un nuevo campeonato.
Su fanatismo y cariño por el club es tal que luego de salir campeón decide tatuarse su escudo para conmemorar y recordar el logro deportivo conseguido. A su vez la hinchada Matadora ovaciona a su ídolo dedicándole un mural.
Rodrigo no logra terminar de jugar la temporada porque decide operarse para una recuperación total de una lesión; que hacia meses que tenía y cabe aclarar que jugó dos meses (9 partidos) arrastrando una hernia inguinal. Su operación fue todo un éxito y estará de vuelta para la pretemporada.
Por su buen desempeño varios equipos preguntan por él durante el período de transferencias. El 30 de junio, Burgos recibe una oferta y se interesa por Racing de Avellaneda sin embargo decide no aceptar la oferta y continua en la institución de Barrio Jardín. También fue sondeado por allegados del Club Olimpia de Paraguay; aunque por tener tres años de contrato con Talleres creen imposible su pase. Finalmente él a través de su cuenta oficial en Twitter manifestó su interés por quedarse en la institución que le dio todo.
Con el transcurso de la temporada de Primera División (2016/17) con Talleres; Rodrigo no tiene regularidad y casi no tiene minutos de juego en el primer equipo; la mayoría de sus partidos son con la reserva del club. Finalmente el 14 de febrero de 2017 se llega a un acuerdo por un préstamo de 18 meses con el Club Olimpia de Paraguay. Muchos hinchas se despidieron de él por las redes sociales. Rodrigo dejó su marca y es considerado un ídolo por haber ayudado a Talleres en su momento deportivo más difícil.

### Club Olimpia
El 14 de febrero de 2017 se confirmó que Rodrigo llega en carácter de préstamo al Club Olimpia por 18 meses.
Rodrigo tiene un comienzo complicado en el plantel, poco a poco se adapta y encuentra un buen nivel para ayudar al equilibrio del equipo en el mediocampo. Fue figura en el partido disputado por la fecha 16 frente a Deportivo Capiatá por la Primera División de Paraguay, concluyó 5 a 1 en favor de Olimpia. Se ganó el cariño de la hinchada de Olimpia por sus buenas actuaciones y su entrega en los partidos.

### Club Deportivo Capiatá
A comienzos de julio de 2018, Burgos continuaría su carrera futbolística en el Deportivo Capiatá.
Con este equipo cerraría el 2018 con una titularidad en 20 partidos, donde recibió 20 amonestaciones y una expulsión, y tan solamente marcaría un gol.
En lo que va del 2019, Burgos ya tiene 4 encuentros disputados y 2 amonestaciones.

## Clubes
| Club                | Sede      | Año       |
| ------------------- | --------- | --------- |
| Cerro Porteño       | Paraguay  | 2008-2012 |
| Sportivo Luqueño    | Paraguay  | 2012-2013 |
| Deportivo Guabirá   | Bolivia   | 2013-2014 |
| C. A. 3 de Febrero  | Paraguay  | 2014      |
| Talleres de Córdoba | Argentina | 2015-2017 |
| Olimpia             | Paraguay  | 2017-2018 |
| Deportivo Capiatá   | Paraguay  | 2018-2019 |

## Estadísticas

### Clubes
Actualizado el 20 de febrero de 2019.
| Club                        | Temporada           | Liga | Liga | Copa Nacional | Copa Nacional | Copa Internacional | Copa Internacional | Total | Total |
| Club                        | Temporada           | PJ   | G    | PJ            | G             | PJ                 | G                  | PJ    | G     |
| --------------------------- | ------------------- | ---- | ---- | ------------- | ------------- | ------------------ | ------------------ | ----- | ----- |
| Cerro Porteño Paraguay      | 2007-2012           | 67   | 1    | -             | -             | 0                  | 0                  | 67    | 1     |
| Cerro Porteño Paraguay      | Total               | 67   | 1    | -             | -             | 0                  | 0                  | 67    | 1     |
| Sportivo Luqueño Paraguay   | 2012-2013           | 4    | 0    | -             | -             | -                  | -                  | 4     | 0     |
| Sportivo Luqueño Paraguay   | Total               | 4    | 0    | -             | -             | -                  | -                  | 4     | 0     |
| Deportivo Guabirá · Bolivia | 2013-2014           | 36   | 3    | -             | -             | -                  | -                  | 36    | 3     |
| Deportivo Guabirá · Bolivia | Total               | 36   | 3    | -             | -             | -                  | -                  | 36    | 3     |
| 3 de Febrero Paraguay       | 2014                | 14   | 0    | -             | -             | -                  | -                  | 14    | 0     |
| 3 de Febrero Paraguay       | Total               | 14   | 0    | -             | -             | -                  | -                  | 14    | 0     |
| Talleres Argentina          | 2015                | 28   | 0    | -             | -             | -                  | -                  | 28    | 0     |
| Talleres Argentina          | 2016                | 16   | 1    | -             | -             | -                  | -                  | 16    | 1     |
| Talleres Argentina          | 2016/17             | 4    | 0    | -             | -             | -                  | -                  | 4     | 0     |
| Talleres Argentina          | Total               | 48   | 1    | -             | -             | -                  | -                  | 47    | 1     |
| Olimpia Paraguay            | 2017                | 15   | 0    | -             | -             | 0                  | 0                  | 15    | 0     |
| Olimpia Paraguay            | 2018                | 4    | 0    | -             | -             | 3                  | 0                  | 4     | 0     |
| Olimpia Paraguay            | Total               | 19   | 0    | -             | -             | 3                  | 0                  | 19    | 0     |
| Deportivo Capiatá Paraguay  | 2018                | 20   | 0    | -             | -             | 0                  | 0                  | 20    | 0     |
| Deportivo Capiatá Paraguay  | 2019                | 5    | 0    | -             | -             | 0                  | 0                  | 5     | 0     |
| Deportivo Capiatá Paraguay  | Total               | 25   | 0    | -             | -             | 0                  | 0                  | 25    | 0     |
| Total en su carrera         | Total en su carrera | 213  | 5    | -             | -             | 3                  | 0                  | 213   | 5     |

### Selección nacional
| Selección                    | PJ | G |
| ---------------------------- | -- | - |
| Selección de Paraguay        | 1  | 0 |
| Selección de Paraguay Sub-20 | 9  | 0 |
| Total                        | 10 | 0 |

## Palmarés

### Títulos nacionales
| Título             | Club                | País      | Año  |
| ------------------ | ------------------- | --------- | ---- |
| Torneo Apertura    | Cerro Porteño       | Paraguay  | 2009 |
| Torneo Apertura    | Cerro Porteño       | Paraguay  | 2012 |
| Torneo Federal A   | Talleres de Córdoba | Argentina | 2015 |
| Primera B Nacional | Talleres de Córdoba | Argentina | 2016 |
| Torneo Apertura    | Olimpia             | Paraguay  | 2018 |